# Titonos
Titonos – postać z mitologii greckiej. Był synem króla trojańskiego, Laomedona i Strymo. Jego bratem był Priam. Jego potomkami byli Memnon i Emation. Titonos panował w prowincji Persji z ramienia asyryjskiego króla Teutamosa, zwierzchnika Priama.
Priam podarował Titonosowi złotą winną latorośl w zamian za przysłanie do niego jego syna Memnona, aby ten dowodził tysiącem Etiopczyków w walce przeciw wrogom Priama.
Na prośbę zakochanej w nim bogini Eos Zeus obdarzył go nieśmiertelnością. Jednak bogini zapomniała poprosić o dar wiecznej młodości, wskutek czego Titonos stał się nieśmiertelnym starcem. Z biegiem lat Titonos skurczył się do tego stopnia, że trzeba było go układać w koszyku wiklinowym jak dziecko. Eos opiekowała się ukochanym i prosiła bogów o ulitowanie się nad nim. W końcu ubłagany Zeus przemienił Titonosa w świerszcza. Inne wersja mitu głosi, że bogini miała dosyć pielęgnowania starca i zamknęła go w swojej sypialni.